# Торндейл (Техас)
Торндейл (англ. Thorndale) — місто (англ. city) в США, в округах Майлем і Вільямсон штату Техас. Населення — 1263 особи (2020).

## Географія
Торндейл розташований за координатами 30°36′50″ пн. ш. 97°12′23″ зх. д. / 30.61389° пн. ш. 97.20639° зх. д. (30.614023, -97.206487).  За даними Бюро перепису населення США в 2010 році місто мало площу 2,51 км², з яких 2,50 км² — суходіл та 0,01 км² — водойми.

## Демографія
Згідно з переписом 2010 року, у місті мешкало 1336 осіб у 516 домогосподарствах у складі 364 родин. Густота населення становила 532 особи/км².  Було 577 помешкань (230/км²).
Расовий склад населення:
| - 79,6 % — білих - 7,6 % — чорних або афроамериканців - 0,5 % — азіатів - 0,4 % — корінних американців - 10,5 % — осіб інших рас |

До двох чи більше рас належало 1,5 %. Частка іспаномовних становила 23,0 % від усіх жителів.
За віковим діапазоном населення розподілялося таким чином: 26,8 % — особи молодші 18 років, 57,4 % — особи у віці 18—64 років, 15,8 % — особи у віці 65 років та старші. Медіана віку мешканця становила 38,8 року. На 100 осіб жіночої статі у місті припадало 90,9 чоловіків;  на 100 жінок у віці від 18 років та старших — 88,1 чоловіків також старших 18 років.
Середній дохід на одне домашнє господарство  становив 58 903 долари США (медіана — 46 875), а середній дохід на одну сім'ю — 70 646 доларів (медіана — 62 833). Медіана доходів становила 40 938 доларів для чоловіків та 32 931 долар для жінок. За межею бідності перебувало 9,5 % осіб, у тому числі 11,0 % дітей у віці до 18 років та 24,1 % осіб у віці 65 років та старших.
Цивільне працевлаштоване населення становило 666 осіб. Основні галузі зайнятості: освіта, охорона здоров'я та соціальна допомога — 23,6 %, виробництво — 11,3 %, будівництво — 9,6 %, публічна адміністрація — 8,9 %.